# Robert Ruscheweyh

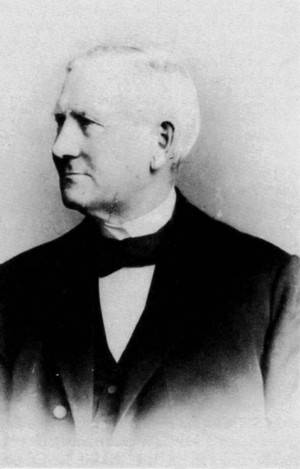
Robert Ruscheweyh

Robert Ruscheweyh (* 26. Februar 1822 in Langenöls; † 20. Oktober 1899 in Görlitz) war ein deutscher Möbelfabrikant.

## Firmengeschichte
Ruscheweyh hatte eine Tischlerlehre absolviert und kam im Jahr 1848 nach seiner Wanderschaft nach Langenöls, dem heutigen Olszyna, zurück, wo er eine Werkstatt einrichtete. Aus dem kleinen Betrieb, in dem zunächst Bilderrahmen, bald aber auch Möbel hergestellt wurden, entwickelte sich die erste große Möbelfabrik des Ortes. 1870 ließ Ruscheweyh ein Fabrikgebäude errichten, das später als die „alte Fabrik“ bezeichnet wurde, und eine Dampfmaschine aufstellen. Das Patent seines Ausziehtisches, das er 1878 anmeldete, wurde zur Grundlage internationaler Geschäftsbeziehungen: An den Tischen konnten, wenn sie ausgezogen waren, bis zu 50 Personen sitzen.

Aktie über 100 RM der Ruscheweyh Tisch- und Möbel-Fabrik AG vom August 1935

Als Ruscheweyh sich Ende der 1880er Jahre aus dem Geschäft zurückzog, waren längst neue Fabrikgebäude und eine Fabrikantenvilla errichtet worden. Die Firma erhielt nun den Namen Schlesische Holzindustrie Aktiengesellschaft, vormals Ruscheweyh & Schmidt. Noch hatten die Angehörigen der Familie Ruscheweyh die Aktienmehrheit und konnten damit die Geschicke der Firma leiten: Schmidt war Ruscheweyhs Schwager, außerdem arbeiteten zeitweise zwei seiner Neffen und sein Sohn Robert Ruscheweyh junior (* 1870) in dem Betrieb mit. Robert Ruscheweyh junior starb allerdings kurz vor Beginn des Ersten Weltkriegs, und ab diesem Zeitpunkt hatten die Familienangehörigen nur noch begrenzten Einfluss auf die Geschäftsleitung.

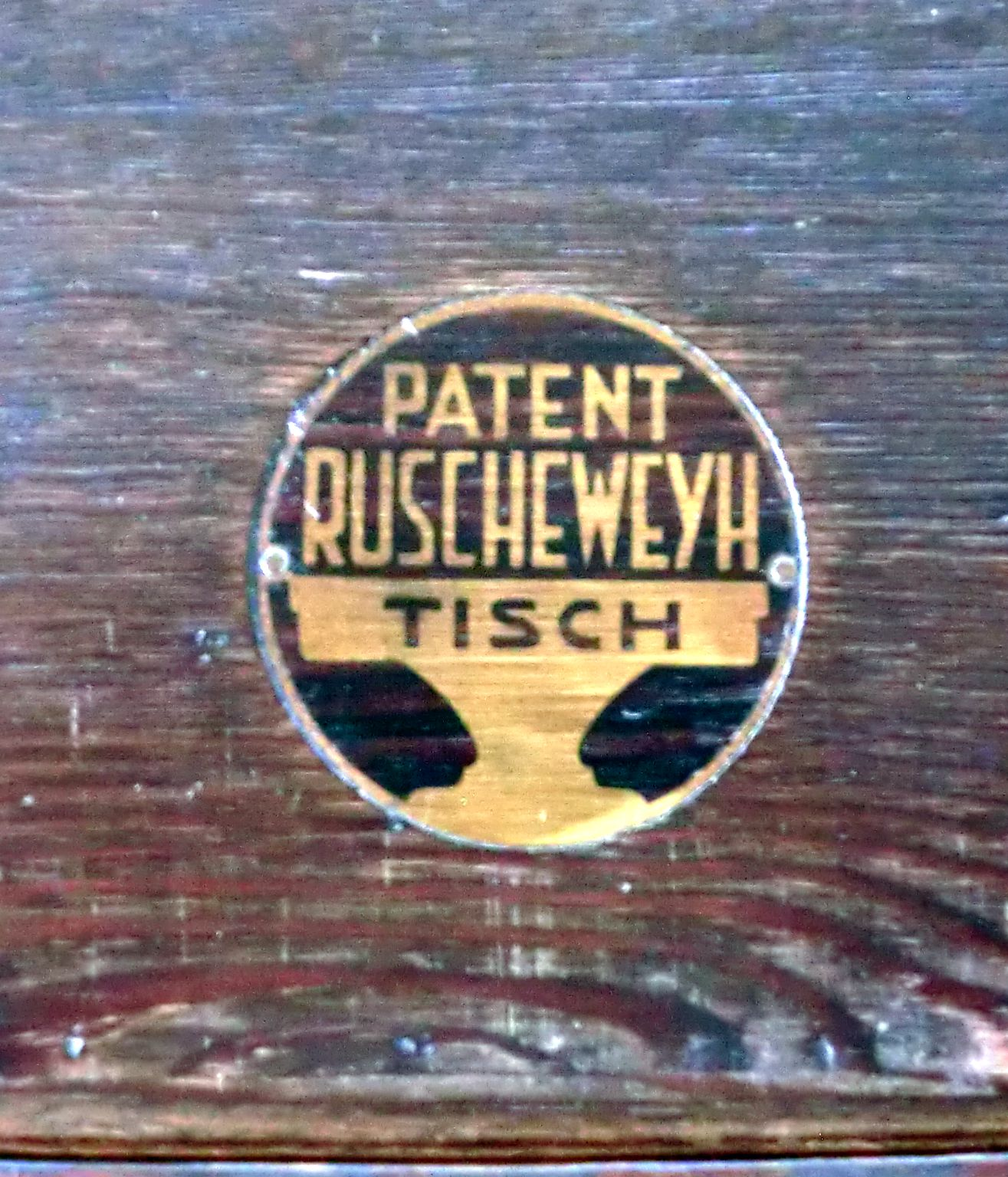
Gemarkte Tischplatte eines Ausziehtisches

Nach Geschäftseinbrüchen im Ersten Weltkrieg wuchs das Unternehmen, das ab 1919 Ruscheweyh Aktiengesellschaft, Langenöls (RAG) hieß, wieder. Für die Zeit nach dem Ersten Weltkrieg ist eine Anzahl von etwa 800 Beschäftigten bezeugt; zu der Fabrik gehörte eine eigene Betriebskrankenkasse, eine Feuerwehr und ein Fuhrpark. Die Arbeiter und Angestellten hatten die Möglichkeit, Werkswohnungen zu beziehen. Allerdings hielt diese Phase der Prosperität nicht lange an. Nach zahlreichen Entlassungen und Kurzarbeit in den 1920er Jahren folgte 1933 der Konkurs, der 500 Arbeiter ihre Stelle kostete. Die Nachfolgefirma Ruscheweyh Tisch- und Möbelfabrik, Akt. Ges., Sitz Langenöls wurde indes zum neuen Arbeitgeber, der bis zu 350 Arbeiter beschäftigte und 1939 einen Umsatz von 1,5 Millionen Reichsmark erwirtschaftete. Während des Zweiten Weltkriegs wurde in der Fabrik noch gearbeitet; unter anderem wurden hölzerne Bauteile für die V1 hergestellt. Die Folgen des Zweiten Weltkriegs bedeuteten das Ende der Firmengeschichte.

## Möbel
Neben den industriell gefertigten Wohnungseinrichtungen und vor allem den bekannten Ausziehtischen lieferte Ruscheweyh auch besondere Möbelstücke aus. Für den Besuch des deutschen Kaisers etwa orderte der Schweizer Bundesrat einen runden Ausziehtisch mit einem Durchmesser von sieben Metern. Das Gerhart-Hauptmann-Haus in Agnetendorf wurde von Ruscheweyh eingerichtet, ebenso die Burg Tzschocha und die Heufuderbaude.

## Auszeichnungen

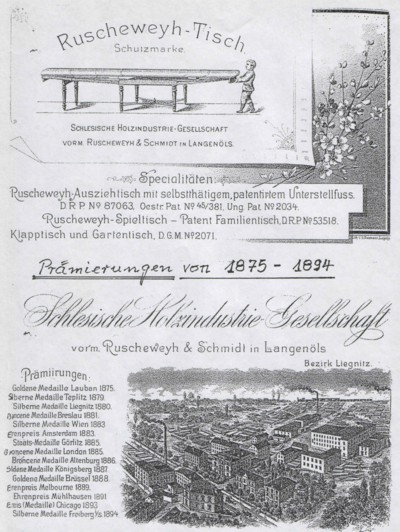
Auszeichnungen bis 1894

Ruscheweyhs Möbel erhielten zahlreiche Auszeichnungen.